# Settimana della moda di Buenos Aires
La settimana della moda di Buenos Aires (nel mondo anglofono e nel giornalismo di settore intesa anche come "BAF Week", abbr. di Buenos Aires Fashion Week), è una doppia manifestazione annuale dedicata alla progettazione e all'industria dell'abbigliamento e della moda, che si svolge dal 2001, prevalentemente nella sede fieristica della Rural, nel quartiere di Palermo. È riconosciuto come uno degli eventi del settore più importanti, dove espongono sia i marchi celebri che talenti emergenti.